# Magnolia chapensis
Magnolia chapensis är en magnoliaväxtart som först beskrevs av James Edgar Dandy, och fick sitt nu gällande namn av Yong Keng Sima. Magnolia chapensis ingår i släktet Magnolia och familjen magnoliaväxter. Inga underarter finns listade i Catalogue of Life.

## Bildgalleri

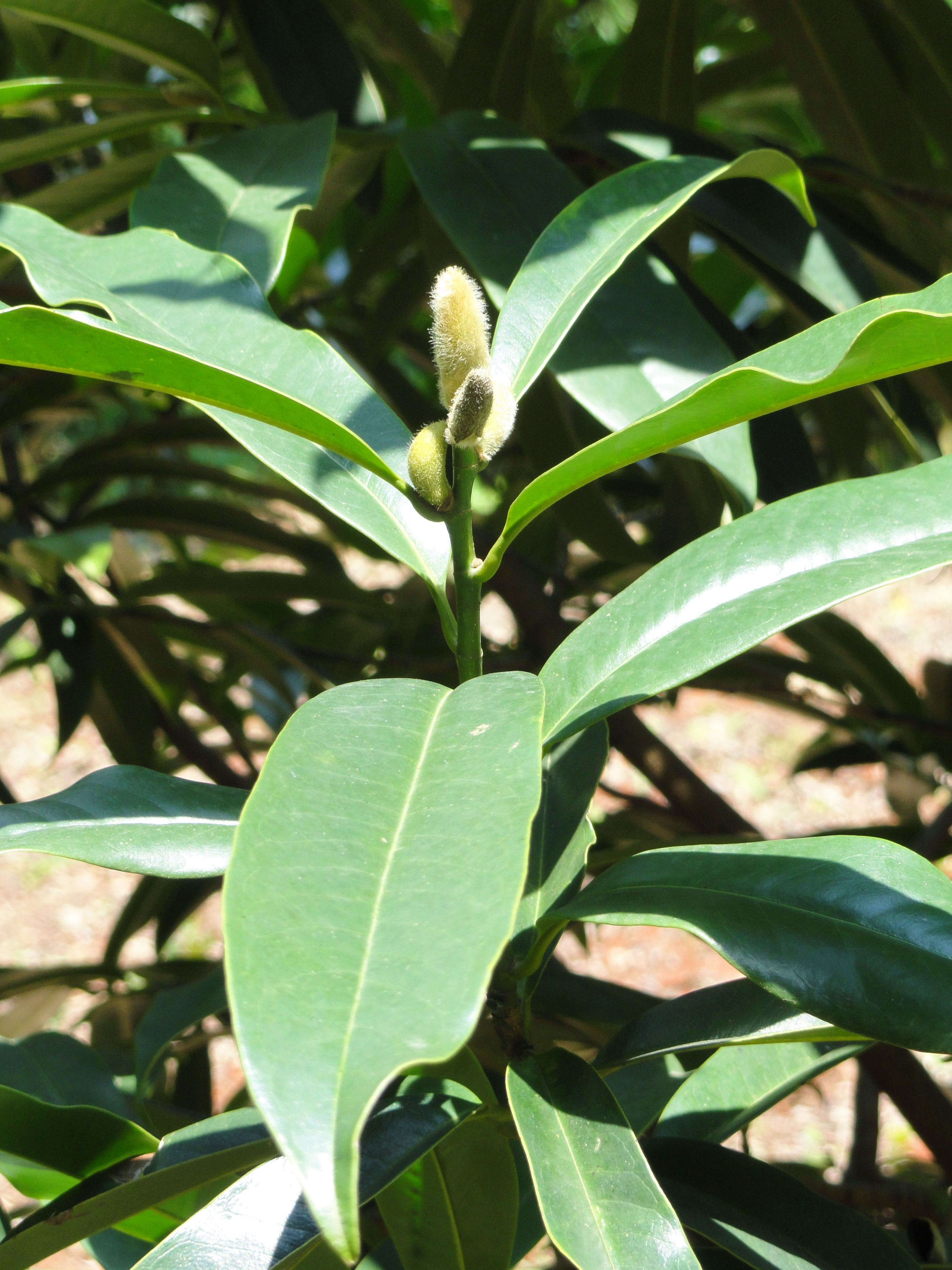